# Liskovská jeskyně
Liskovská jeskyně je jeskyně chráněná jako národní přírodní památka v katastrálních územích obcí Lisková a Martinček v Ružomberok v Žilinském kraji na Slovensku. Chráněné území bylo vyhlášeno v roce 1974. Předmětem ochrany jsou citlivé jeskynní ekosystémy ve vápencové kře vrchu Mnich. Známá délka jeskyně roku 2003 měřila 4024 metrů. Sintrová výzdoba je silně poškozená. Jeskyně slouží jako zimoviště netopýrů a pochází z ní archeologické nálezy z neolitu.

## Historie
V jeskyni byly učiněny významné archeologické nálezy. Už od 18. století se jeskyně dostala do povědomí odborníků i místních obyvatel. Její prostory jsou značně poškozené neodborně vykonávanými výzkumy a vylamováním sintrové výplně. Nejstarší osídlení jeskyně pochází z mladší doby kamenné. V jeskyni byly nalezeny štípané kamenné nástroje a úlomky měděných šperků. V roce 1997 se v jedné z bočních chodeb poblíž Jánošíkovy síně podařilo odkrýt a odborně zdokumentovat unikátní kultovní objekt s lidskými pozůstatky. Mezi nejvýznamnější objevy novodobé archeologie na této lokalitě se považuje unikátní nález měděného býčího dvojzápřahu, datovaného do 4. tisíciletí př. n. l. Výjimečným rysem Liskovské jeskyně je též velké množství nálezů měděných náušnic a keramiky.

## Přírodní poměry
Celková délka jeskynních prostor dosahuje 4145 metrů s vertikálním rozpětím 74 metrů. Zvláštní je, že se podzemní prostory se rozkládají na poměrně malém půdoryse přibližně 100 × 120 metrů. Teplota v jeskyni je během celého roku stabilní okolo 7–8 °C. V okolí jeskyně dochází v zimních měsících k výraznému proudění teplého vzduchu z puklin v zemi, což ukazuje na výskyt neznámých velkých podzemních prostor pod vrcholem Mních – všechny pokusy o jejich objevení však byly doposud neúspěšné.